# Макиенко, Пётр Петрович
Пётр Петрович Макиенко (21 февраля 1953, Воронеж) — советский и российский музыкант, бас-гитарист, певец, автор песен. Бывший участник таких групп, как «Добры Молодцы», «Весёлые Ребята», «Крылья», «Жемчужина», «ЭВМ/Круиз», «E.S.T.», «Аракс», «Pushking» и других. Участвовал в записи альбома «Made in Moscow» экс-участников групп Deep Purple и Rainbow. Автор музыки в песне «We’ll be Back» — неофициального гимна российской рок-сцены.

## Биография
Пётр Макиенко родился в Воронеже, в 1953 году, вторым ребёнком и первым сыном в интеллигентной семье, где отец Пётр Антонович увлекался филонтропией, изучая русский фольклор, занимаясь литературой и химией, и будучи руководителем известного в области «хора строителей» и ещё более известного Орловского «Хора Профсоюзов». После войны отец увлёкся изучением русского народного творчества, постоянно отправляясь в экспедиции. По некоторым данным,[каким?] его исследовательские изыскания составляли огромную библиотеку, которую из-за того, что он не состоял в партии, тяжело было обнародовать. По некоторым данным,[каким?] личная фонотека из записей, сделанных во время исследований в Сибирских деревнях и землях Черноземья, составляла более 3000 фонограмм. Сейчас сохранилось только несколько сотен магнитных лент, хранящихся в комиссии союза композиторов РСФСР.
С семи лет Пётр Макиенко поступил в ЦМШ по классу скрипки, жил в открытом при ней интернате. В возрасте 14 лет сделал собственную четырёхструнную бас-гитару, стал выступать на танцах.

Вообще-то я скрипач. Но когда увидел Beatles и McCartney, то скрипку сразу забросил. А потом появились Deep Purple, Led Zeppelin, стал «снимать» ходы басистов. И понеслась!..— Из интервью
Прилетев в Москву,[когда?] продал свой Fender Jazz Bass. Параллельно искал способы зарабатывать деньги не музыкой. Ходил в «Храм Сергия Радонежского в рогожской слободе», недавно открытый и начавший восстановление. Настоятель прихода предложил Макиенко петь на клиросе, а спустя некоторое время и помогать во время богослужения в алтаре. Макиенко работал в храме 6 лет. Стал репетировать со своими товарищами и коллегами — Г. Безуглым и А. Мониным. Стал играть в группе «Круиз».
В рамках «Круиза» переаранжировал старый ЭВМ’овский материал, помог в написании нового материала, при записи которого, исполнил хор широкого диапазона в бэк-вокале благодаря многократному наложению. Внезапная смерть Сергея Рыжова из группы «VR-13» позволила Макиенко гастролировать в течение двух лет, пока не была замена в лице Валерия Дурандина. В мае 2003 года прошёл концерт, в котором принимали участие Анатолий Алешин, Александр Барыкин, Алексей Глызин.
Принимал участие в совместной записи с Гленном Хьюзом и Джо Линн Тёрнером.

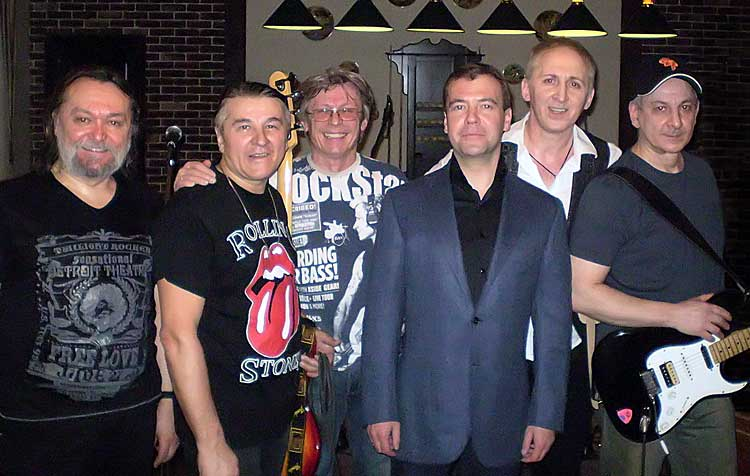
Группа «Аракс» и Дмитрий Медведев. 2010.

После сессий Michael Menn Project Макиенко поступали предложения от разных групп играть на концертах (например, от «Лиги блюза»). В конце 2005 года Вадим Голутвин, Тимур Мардалейшвили и Анатолий Абрамов решили реинкарнировать группу «Аракс» и предложили Макиенко роль бас-гитариста.
В 2011 году Макиенко вошёл в состав группы «Pushking».

## Список групп
| Год прихода | Группа                         | Год ухода |
| ----------- | ------------------------------ | --------- |
| 1973        | Крылья                         | 1975      |
| 1975        | Добры Молодцы                  | 1976      |
| 1977        | Жемчужина                      | 1979      |
| 1978        | Весёлые ребята                 | 1979      |
| 1989        | ЭВМ                            | 1991      |
| 1991        | E.S.T.                         | 1993      |
| 1993        | Николай Носков                 | 1994      |
| 2001        | Круиз                          | 2003      |
| 2003        | VR13                           | 2004      |
| 2006        | Аракс                          | 2011      |
| 2009        | Карнавал                       | 2010      |
| 2010        | Pushking                       | 2013      |
| 1993        | Кузьмин                        | --        |
| 2005        | Glenn Hughes & Joe Lynn Turner | --        |
| 2005        | Лига Блюза                     | --        |
| 2010        | СВ                             | --        |

В 1992 году снялся в фильме «На Дерибасовской хорошая погода, или На Брайтон-Бич опять идут дожди».

## Личная жизнь
Макиенко женился в 1983 году на Марине Рашевской. На момент знакомства формально был уже женат и разведён.
В браке родились двое сыновей: Алексей (1985) и Никон (1990), а также дочь Лия (1996). Старший сын погиб из-за дорожного инцидента в возрасте 4 лет.